# غريغوار لايك (ألبرتا)
غريغوار لايك هي قرية كندية في شمال ألبرتا من ضمن منطقة وودبفالو. تقع على طريق 881 على الضفة الغربي لنهر أتاباسكا على بعد 30 كلم من فورت ماكموراي.

## السكان
بحسب إحصائية 2012، كان عدد سكان غريغوار لايك 275 نسمة. وهناك 70 مسكن مستعمل من أصل 79 مسكن. وشهدت 2,1% نقصان في عدد السكان بين 2006 و2012. مساحة القرية هي 0,22 كلم مربع.

## قرى مجاورة
- فورت ماكموراي
- كونكلن
- أنزاك
- فورت تشيبوايان
- فورت ماكاي
- جنوب جانفيي، ألبرتاجنوب جانفيي
- سابري كريك
- درايبر
- فورت فيتزجيرالد
- بحيرات ماريانا

## إقراء أيضا
- قائمة مجتمعات ألبرتا
- قائمة قرى ألبرتا
- قائمة مجتمعات شمالي ألبرتا